# Čebatoriai
Čebatoriai (ryska: Чебаторяй) är en ort i Litauen. Den ligger i den sydöstra delen av landet, 50 km sydväst om huvudstaden Vilnius. Čebatoriai ligger 149 meter över havet och antalet invånare är 114.
Terrängen runt Čebatoriai är platt. Runt Čebatoriai är det ganska glesbefolkat, med 26 invånare per kvadratkilometer. Närmaste större samhälle är Eišiškės, 17,7 km sydost om Čebatoriai. I omgivningarna runt Čebatoriai växer i huvudsak blandskog.